# HD 2039 b
HD 2039 bは、HD 2039の周囲を公転する太陽系外惑星である。木星質量の4.9倍以上で、非常に軌道離心率が大きい軌道をとる。